# Ordre d'Orange-Nassau
Pour les articles homonymes, voir Ordre d'Orange.
Ne doit pas être confondu avec Ordre d'Adolphe de Nassau.
L'ordre d'Orange-Nassau (en néerlandais : Orde van Oranje Nassau) est un ordre honorifique civil et militaire des Pays-Bas, créé le 4 avril 1892 par la régente Emma de Waldeck-Pyrmont, au nom de sa fille mineure, la future reine Wilhelmine des Pays-Bas.

## Histoire
En 1841, Guillaume II des Pays-Bas crée, en tant que grand-duc de Luxembourg, l'ordre de la Couronne de chêne. Bien que cet ordre ne soit officiellement pas néerlandais, plusieurs personnalités des Pays-Bas le reçoivent cependant jusqu'à la mort de Guillaume II. Notons que l'union personnelle entre l'État néerlandais et l'État luxembourgeois, qui date du congrès de Vienne (1815), se poursuit jusqu'en 1890 (décès sans héritier mâle du roi grand-duc Guillaume III). 
Le besoin se fait alors sentir de créer un troisième ordre néerlandais, à la suite des deux ordres militaires existants (l'ordre de Guillaume et l'ordre du Lion néerlandais), de manière à pouvoir conférer des honneurs royaux à des diplomates étrangers ou à de simples citoyens méritants issus des classes moyenne voire populaire ou de rang social ou professionnel inférieur.
L'ordre d'Orange-Nassau est divisé en deux groupes, civil et militaire différenciés par une couronne de lauriers pour le premier et des sabres croisés pour le second à la fois sur les insignes et les médailles. L’ordre peut donc se comparer à l'ordre de l'Empire britannique.
Pendant la Seconde Guerre mondiale, l'Ordre a été accordé aussi bien à des membres des forces armées néerlandaises qu'à des membres des services secrets ayant contribué à la libération des Pays-Bas de l'occupation par l'Allemagne nazie. De nos jours, l'ordre d’Orange-Nassau est toujours la récompense militaire et civile la plus attribuée aux Pays-Bas. La nomination des nouveaux membres se fait traditionnellement chaque année le 27 avril à l'occasion de l'anniversaire du roi. Cet ordre est également attribué pour honorer des princes, ministres, dignitaires ou diplomates étrangers.
En 1994, le système d'honneurs néerlandais a été complètement revu. Le but de cette révision était de créer un système plus ouvert aux sujets du royaume, particulièrement en supprimant les liens existants entre le rang social et les grades dans l'Ordre. Avant cette révision, l'Ordre comprenait cinq grades, plus des médailles honoraires (or, argent et bronze) dont les détenteurs n'étaient pas inclus dans l'Ordre.

## Grades actuels
Depuis la révision de 1994, six grades existent pour l'ordre d’Orange-Nassau en sus du roi des Pays-Bas qui en est le grand maître : 
| Grades dans l'ordre croissant |           |          |            |                |                       |
| Membre                        | Chevalier | Officier | Commandeur | Grand officier | Chevalier grand-croix |

## Insigne

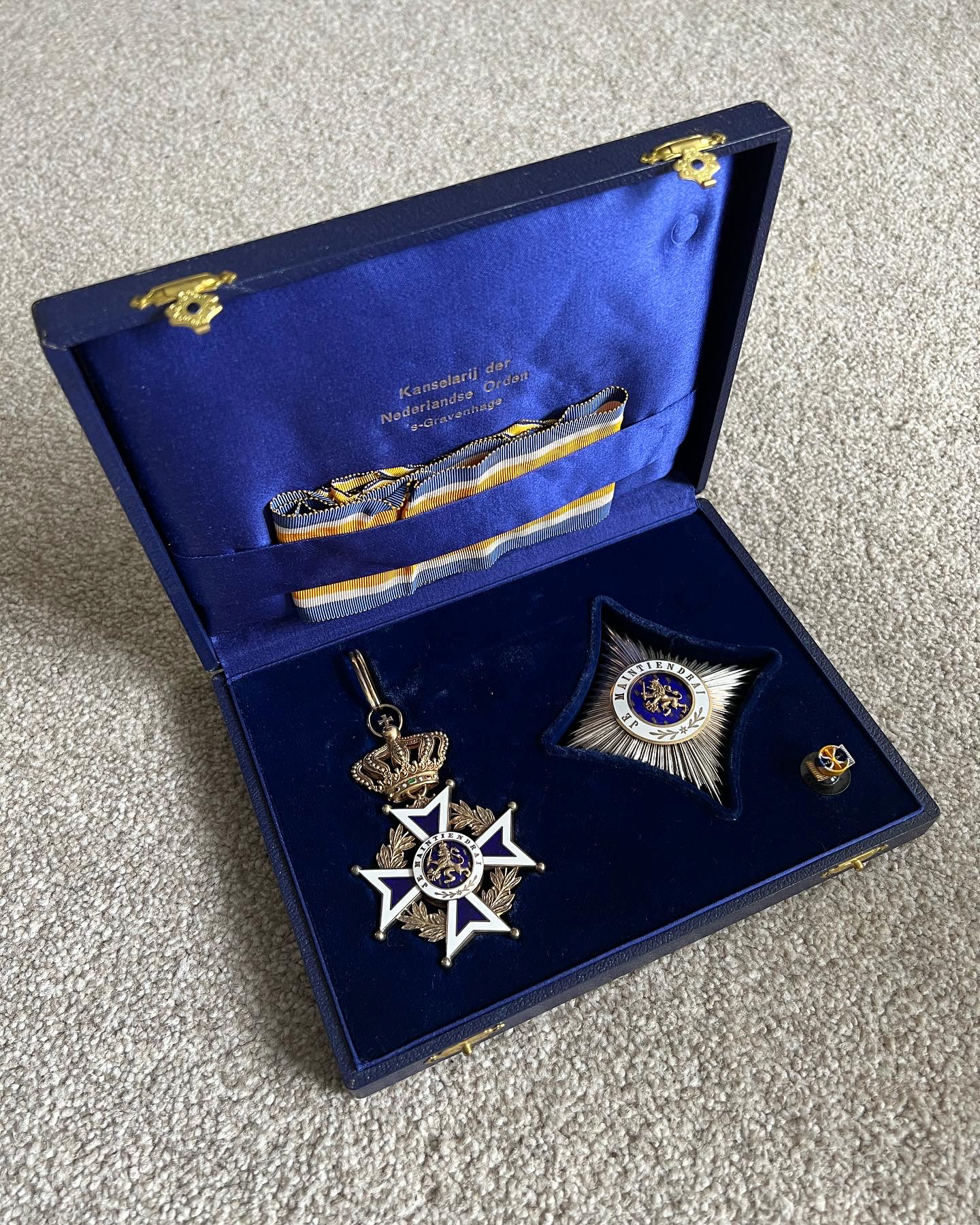
Ensemble d'insignes de Grand Officier de l'Ordre d'Orange-Nassau, en cas d'émission, avec ruban, insigne, étoile et rosette.

La médaille de l'Ordre est une croix de Malte en émail bleu avec des bords (également en émail) blancs dorés pour les officiers et grades supérieures et argenté pour les chevaliers et les membres. Le disque central contient le Lion du blason néerlandais en or et en émail bleu, surmonté d’un anneau blanc contenant la devise néerlandaise Je Maintiendrai. Au verso, le disque contient le monogramme "W" (pour Wilhelmine) couronné et surmonté de la devise God Zij Met Ons (Que Dieu nous accompagne). La médaille est attachée à un ruban orange avec des rayures blanches et bleues. La manière de porter la médaille et son ruban est différentes pour les femmes et les hommes.
L'étoile de l'Ordre est une étoile argentée comportant des rayures droites (à huit points pour la grand-croix et à quatre points pour le grand officier). Le disque central est le même que celui de la médaille.

## Sélection de récipiendaires de l'ordre

### Personnalités politiques

#### Hors Pays-Bas
- Albert II, roi des Belges (jusqu'en 2013).
- Felipe VI, roi d'Espagne.
- Xavier Bettel, premier ministre du Luxembourg.
- Hermann Bekaert, magistrat belge qui a distribué des fonds aux juifs clandestins pendant la Seconde Guerre mondiale.
- Eugène Napoleon Beyens, ministre d’État belge.
- Mohamed Ennaceur, président de la République tunisienne.
- Luis Vassy, ancien ambassadeur de France aux Pays-Bas.
- Franck Ramonatxo, consul des Pays-Bas en France.
- Mansour Skhiri, ministre tunisien.

#### Pays-Bas
- Els Borst, femme politique néerlandaise.
- Laurens Jan Brinkhorst, homme politique néerlandais.
- Edward Brongersma, homme politique et juriste néerlandais.
- Hendrikus Colijn, homme politique néerlandais.
- Jean-Victor de Constant-Rebecque, militaire créateur de l'armée des Pays-Bas.
- Willem Drees, homme politique néerlandais, Premier ministre.
- Wim Duisenberg, homme politique et banquier néerlandais, président de la BCE.
- Andries Cornelis Dirk de Graeff, homme politique et diplomate néerlandais.
- Neelie Kroes, femme politique et d'affaires néerlandaise, commissaire européenne.
- Ruud Lubbers, homme politique néerlandais, Premier ministre.
- Joseph Luns, homme politique néerlandais, secrétaire général de l'OTAN.
- Jean-Baptiste Meeûs, un des cinq fondateurs belges du Jardin botanique de Bruxelles (décoré avant 1830).
- François-Joseph Meeûs, son frère, homme politique belge décoré avant 1830, père du comte Ferdinand de Meeûs, commandeur de cet ordre.
- Hans van Mierlo, homme politique néerlandais, ministre de la Défense.
- Johannes Nolet de Brauwere van Steeland, homme de lettres néerlandais, académicien.
- Dirk de Graeff van Polsbroek, homme politique néerlandais.
- Jan de Quay, homme politique néerlandais, Premier ministre.
- Joop den Uyl, homme politique néerlandais, Premier ministre.
- Charles Nicolas Joseph de Warzée d’Hermalle, juriste liégeois.

### Personnalités religieuses
- Bernardus Alfrink, cardinal, archevêque d'Utrecht.
- Titus Brandsma, prêtre néerlandais béatifié en 1985.
- Johannes de Jong, cardinal.
- Ad Simonis, cardinal néerlandais, archevêque émérite d'Utrecht.
- Frans van der Lugt, prêtre jésuite néerlandais, missionnaire en Syrie.

### Scientifiques
- Jan Brouwer, mathématicien et philosophe néerlandais.
- Els Goulmy, spécialiste néerlandaise en biologie de la transplantation.
- André Kuipers, spationaute néerlandais.
- Hendrik Lenstra, mathématicien néerlandais.
- Carl Adam Petri, mathématicien et informaticien allemand.
- Paul Josef Crutzen, chimiste et météorologue néerlandais, prix Nobel de chimie de 1995.
- Gerard 't Hooft et Martinus Veltman, physiciens néerlandais, co-lauréats du prix Nobel de physique de 1999.

### Artistes
- Gisèle d’Ailly van Waterschoot van der Gracht, artiste contemporaine néerlandaise.
- Elly Ameling, cantatrice soprano néerlandaise.
- Karel Appel, peintre néerlandais.
- Nicolaas Beets, écrivain, poète, prédicateur et théologien néerlandais.
- Frans Brüggen, chef d'orchestre et flûtiste néerlandais.
- Guillaume Cornelis van Beverloo dit Corneille, peintre, graveur et sculpteur belge.
- Louis Couperus, poète et écrivain néerlandais, considéré comme une des figures éminentes de la littérature néerlandaise.
- Dave, chanteur francophone néerlandais.
- Leo van den Ende, peintre panoramiste (Bollenstreek)
- Linda de Mol, actrice et présentatrice de télévision néerlandaise.
- Sonia Garmers, écrivaine de Curaçao
- Herman Finkers, chanteur et humoriste néerlandais.
- Mathieu Kessels, sculpteur.
- Ton Koopman, organiste, claveciniste et chef d'orchestre néerlandais.
- Jeroen Krabbé, acteur, producteur et réalisateur néerlandais.
- Henriette Laman Trip de Beaufort, écrivaine et historienne, résistante néerlandaise
- Reinbert de Leeuw, chef d'orchestre, pianiste, compositeur et pédagogue néerlandais.
- Diana Lebacs, écrivaine de Curaçao, connue surtout pour ses livres pour la jeunesse
- Willem Mengelberg, chef d'orchestre néerlandais.
- Harry Mulisch, romancier néerlandais.
- Gerard Reve, écrivain néerlandais.
- Rita Reys, chanteuse néerlandaise.
- Jurriaan Schrofer, sculpteur, graphiste et créateur de caractères.
- Zino Vinnikov, violoniste néerlandais d'origine russe.
- Albert Uderzo, dessinateur et scénariste de bande dessinée français, créateur d'Asterix.
- Hans van Manen, danseur et chorégraphe néerlandais.
- Cees Vervoord, président-directeur général de Buma-Stemra et président du conseil d'administration de la CISAC.
- Tiësto, disc jockey et producteur néerlandais, élu 3 fois meilleur DJ du monde.
- Armin van Buuren, disc jockey et producteur néerlandais, élu 5 fois meilleur DJ du monde.
- Simone van der Vlugt, écrivaine néerlandaise.

### Sportifs
- Jan Donner, joueur d'échecs néerlandais.
- Anky van Grunsven, cavalière néerlandaise de dressage, championne olympique.
- Pieter van den Hoogenband, nageur néerlandais spécialiste des épreuves en nage libre (100 m et 200 m), triple champion olympique.
- Bob de Jong, champion olympique de patinage de vitesse.
- Richard Krajicek, joueur de tennis néerlandais d'origine tchèque.
- Sven Kramer, champion olympique de patinage de vitesse.
- Adriaan Paulen, athlète et dirigeant sportif néerlandais.
- Edwin van der Sar, footballeur néerlandais et recordman du nombre de sélections avec l'équipe nationale.
- Nicolien Sauerbreij, championne olympique de snowboard néerlandaise.
- Mike Schloesser, archer néerlandais.
- Mark Tuitert, champion olympique de patinage de vitesse.
- Ireen Wüst, championne olympique de patinage de vitesse.
- Tom Dumoulin, cycliste néerlandais
- Elis Ligtlee, cycliste néerlandaise
- Carolijn Brouwer, navigatrice néerlandaise
- Annemiek van Vleuten, cycliste néerlandaise
- Max Verstappen, pilote néerlandais de Formule 1